# 霍姆斯維爾 (內布拉斯加州)
霍姆斯維爾（英語：Holmesville）是位於美國內布拉斯加州蓋奇縣的普查規定居民點。

## 歷史
霍姆斯維爾的郵局於1880年設立，其後於2000年停運。

## 人口
根據2020年美國人口普查的數據，霍姆斯維爾的面積為0.58平方千米，皆為陸地。當地共有人口60人，而人口密度為每平方千米103.45人。